# Thwaitesia
Thwaitesia is een geslacht van spinnen uit de  familie van de Theridiidae (kogelspinnen).

## Soorten
- Thwaitesia affinis O. P.-Cambridge, 1882
- Thwaitesia algerica Simon, 1895
- Thwaitesia argentata Thorell, 1890
- Thwaitesia argenteoguttata (Tullgren, 1910)
- Thwaitesia argenteosquamata (Lenz, 1891)
- Thwaitesia argentiopunctata (Rainbow, 1916)
- Thwaitesia aureosignata (Lenz, 1891)
- Thwaitesia bracteata (Exline, 1950)
- Thwaitesia dangensis Patel & Patel, 1972
- Thwaitesia glabicauda Zhu, 1998
- Thwaitesia inaurata (Vinson, 1863)
- Thwaitesia margaritifera O. P.-Cambridge, 1881
- Thwaitesia meruensis (Tullgren, 1910)
- Thwaitesia nigrimaculata Song, Zhang & Zhu, 2006
- Thwaitesia nigronodosa (Rainbow, 1912)
- Thwaitesia phoenicolegna Thorell, 1895
- Thwaitesia pulcherrima Butler, 1882
- Thwaitesia rhomboidalis Simon, 1903
- Thwaitesia scintillans Kulczyński, 1911
- Thwaitesia simoni (Keyserling, 1884)
- Thwaitesia spinicauda Thorell, 1895
- Thwaitesia splendida Keyserling, 1884
- Thwaitesia turbinata Simon, 1903